# 黃咖哩
黃咖喱，或称咖喱羹（直译：泰国咖喱羹），是一道泰国菜，由孜然、芫荽、姜黄、葫芦巴、大蒜、盐、月桂叶、香茅、姜、马蜂橙、肉豆蔻以及肉桂制成。因为黄咖喱含有的辣椒较少，所以总体来说口味比其他泰式咖喱温和。

## 介绍
黄咖喱是西方国家泰式餐厅中常见的三种泰国咖喱之一。泰国菜中还有其他种类的咖喱，其中有几种是黄色的。西方国家有时也会将原产于印度的预包装咖喱粉称为黄咖喱，但这种咖喱粉与泰国黄咖喱的香料成分不同。在泰国以外，泰国黄咖喱通常指的是咖喱羹。
黄咖喱通常搭配鸡肉或牛肉以及一种淀粉类蔬菜制作，一般使用土豆作为淀粉来源。但也可以与鸭肉、豆腐、虾、鱼或蔬菜一起制作，并和米饭或泰式米粉一起食用。